# Statues
Statues је четврти и последњи студијски албум дуа Молоко,који је објавила издавачка кућа Echo Records октобра 2003.
После сарадње са музичарима који свирају уживо на претходном албуму Things to Make and Do, дуо Молоко се, овим албумом, враћа на добро познату територију електронске музике, иако се утицај претходног албума може приметити у песмама Familiar Feeling и Over and Over.
У време када је албум издат, дугогодишња роматнична веза која је постојала између Рошин Мерфи и Марка Бридона је приведена крају, припремивши терен за соло албум Ruby Blue који је Марфи објавила 2005. године. Песме које се налазе на овом издању описују различите емоционалне фазе кроз које пролази љубавна веза која се примиче свом крају. Група Молоко је интензивно промовисала овај албум на својој европској турнеји, да би се, недуго по њеном завршетку, разишла.

## Списак песама
Све песме су написали и продуцентски део посла обавили Рошин Мерфи и Марк Бридон.
1. "100%"
2. (бонус песма на јапанском издању албума)
3. (бонус песма на јапанском издању албума)